# Пролећни дан
Пролећни дан је други албум српске рок групе Деца лоших музичара. Логично наставља музичку причу групе, изнедрио је хитове: „Владе Дивац“, „Убише Пабла“, „Пролећни дан“.

## Песме
Музика, текстови и аранжмани ДЛМ.
1. „Убише Пабла“ - 5:29
2. „Владе Дивац суперстар“ - 4:42
3. „XL“ - 4:59
4. „Motel Kurodowtz“ - 3:50
5. „ДЛМ за ДДР“ - 2:05
6. „Владе Дивац“ - 2:31
7. „Хигијена“ - 3:34
8. „Коњи ритма“ - 4:18
9. „Палидрвце“ - 2:37
10. „Пролећни дан“ - 4:13

## Музичари

#### Чланови групе
- Сиља - глас
- Жика - бас
- Јоца - гитара
- Микац - бубњеви
- Миље - саксофон
- Кића - ?
- Бора - труба

## Остало
- Дизајн омота: Урош Ђурић